# Meeting de Paris 2018
Meeting de Paris 2018 – mityng lekkoatletyczny, który odbył się 30 czerwca 2018 roku na stadionie Stade Sébastien Charléty w Paryżu. Zawody były siódmą odsłoną Diamentowej Ligi w sezonie 2018.

## Program mityngu
Źródło: diamondleague.com.
| Godzina | Konkurencja                   |
| ------- | ----------------------------- |
| 18:40   | Rzut dyskiem                  |
| 18:50   | Trójskok                      |
| 20:10   | Skok wzwyż                    |
| 20:12   | Bieg na 3000 m z przeszkodami |
| 21:03   | Bieg na 400 m                 |
| 21:33   | Bieg na 200 m                 |
| 21:42   | Bieg na 800 m                 |

| Godzina | Konkurencja                               |
| ------- | ----------------------------------------- |
| 19:17   | Bieg na 110 m przez płotki (Eliminacje A) |
| 19:26   | Bieg na 110 m przez płotki (Eliminacje B) |
| 19:32   | Skok o tyczce                             |
| 19:35   | Bieg na 100 m (Bieg B)                    |
| 20:03   | Bieg na 400 m przez płotki                |
| 20:26   | Rzut dyskiem                              |
| 20:30   | Bieg na 200 m                             |
| 20:39   | Bieg na 1500 m                            |
| 20:53   | Bieg na 110 m przez płotki                |
| 21:10   | Bieg na 800 m                             |
| 21:52   | Bieg na 100 m                             |

## Wyniki
Źródło: diamondleague.com.
| – najlepszy wynik w sezonie | – najlepszy tegoroczny wynik na listach światowych | – rekord życiowy | – rekord mityngu | – rekord kraju | – rekord kraju juniorów |

### Kobiety
Bieg na 200 m
Konkurencja zaliczana do klasyfikacji Diamentowej Ligi.
| Pozycja | Tor | Zawodniczka        | Państwo                  | Czas  | Punkty | Uwagi |
| ------- | --- | ------------------ | ------------------------ | ----- | ------ | ----- |
| 1.      | 6   | Shericka Jackson   | Jamajka                  | 22,05 | 8      | PB    |
| 2.      | 5   | Jenna Prandini     | Stany Zjednoczone        | 22,30 | 7      |       |
| 3.      | 4   | Marie Josée Ta Lou | Wybrzeże Kości Słoniowej | 22,50 | 6      |       |
| 4.      | 2   | Jamile Samuel      | Holandia                 | 22,63 | 5      | PB    |
| 5.      | 7   | Kyra Jefferson     | Stany Zjednoczone        | 22,69 | 4      |       |
| 6.      | 3   | Kimberlyn Duncan   | Stany Zjednoczone        | 22,95 | 3      |       |
| 7.      | 8   | Tatjana Pinto      | Niemcy                   | 23,35 | 2      |       |
| 8.      | 1   | Brigitte Ntiamoah  | Francja                  | 23,48 | 1      |       |

Bieg na 400 m
Konkurencja zaliczana do klasyfikacji Diamentowej Ligi.
| Pozycja | Tor | Zawodniczka             | Państwo           | Czas  | Punkty | Uwagi |
| ------- | --- | ----------------------- | ----------------- | ----- | ------ | ----- |
| 1.      | 5   | Salwa Eid Naser         | Bahrajn           | 49,55 | 8      | AS    |
| 2.      | 3   | Jessica Beard           | Stany Zjednoczone | 50,39 | 7      |       |
| 3.      | 6   | Phyllis Francis         | Stany Zjednoczone | 50,50 | 6      |       |
| 4.      | 4   | Shakima Wimbley         | Stany Zjednoczone | 50,81 | 5      |       |
| 5.      | 2   | Stephenie Ann McPherson | Jamajka           | 50,85 | 4      |       |
| 6.      | 8   | Courtney Okolo          | Stany Zjednoczone | 51,15 | 3      |       |
| 7.      | 7   | Floria Gueï             | Francja           | 51,71 | 2      | SB    |
| 8.      | 1   | Anastasia Le-Roy        | Jamajka           | 52,44 | 1      |       |

Bieg na 800 m
Konkurencja zaliczana do klasyfikacji Diamentowej Ligi.
| Pozycja | Zawodniczka              | Państwo           | Czas    | Punkty | Uwagi         |
| ------- | ------------------------ | ----------------- | ------- | ------ | ------------- |
| 1.      | Caster Semenya           | Południowa Afryka | 1:54,25 | 8      | WL · DLR · MR |
| 2.      | Francine Niyonsaba       | Burundi           | 1:55,86 | 7      | SB            |
| 3.      | Ajeé Wilson              | Stany Zjednoczone | 1:57,11 | 6      |               |
| 4.      | Habitam Alemu            | Etiopia           | 1:57,17 | 5      | SB            |
| 5.      | Natoya Goule             | Jamajka           | 1:57,69 | 4      | NR            |
| 6.      | Charlene Lipsey          | Stany Zjednoczone | 1:58,05 | 3      | SB            |
| 7.      | Emily Cherotich Tuei     | Kenia             | 1:58,99 | 2      |               |
| 8.      | Rénelle Lamote           | Francja           | 1:59,25 | 1      | SB            |
| 9.      | Eunice Jepkoech Sum      | Kenia             | 1:59,25 | 0      | SB            |
| 10.     | Sifan Hassan             | Holandia          | 1:59,35 | 0      |               |
| 11.     | Claudia Sanders          | Francja           | 2:00,47 | 0      | PB            |
| -       | Margaret Nyairera Wambui | Kenia             | DNF     | 0      |               |

Bieg na 3000 m z przeszkodami
Konkurencja zaliczana do klasyfikacji Diamentowej Ligi.
| Pozycja | Zawodniczka                 | Państwo    | Czas    | Punkty | Uwagi   |
| ------- | --------------------------- | ---------- | ------- | ------ | ------- |
| 1.      | Beatrice Chepkoech          | Kenia      | 8:59,36 | 8      | WL · PB |
| 2.      | Celliphine Chepteek Chespol | Kenia      | 9:01,82 | 7      | SB      |
| 3.      | Hyvin Kiyeng                | Kenia      | 9:03,86 | 6      | SB      |
| 4.      | Norah Jeruto                | Kenia      | 9:04,17 | 5      | SB      |
| 5.      | Winfred Mutile Yavi         | Bahrajn    | 9:12,74 | 4      | PB      |
| 6.      | Rosefline Chepngetich       | Kenia      | 9:17,08 | 3      | PB      |
| 7.      | Daisy Jepkemei              | Kenia      | 9:17,35 | 2      |         |
| 8.      | Aisha Praught               | Jamajka    | 9:20,89 | 1      |         |
| 9.      | Karoline Bjerkeli Grøvdal   | Norwegia   | 9:28,50 | 0      | SB      |
| 10.     | Fabienne Schlumpf           | Szwajcaria | 9:39,89 | 0      |         |
| 11.     | Elena Burkard               | Niemcy     | 9:40,18 | 0      |         |
| 12.     | Geneviève Lalonde           | Kanada     | 9:40,34 | 0      |         |
| -       | Ann Gathoni                 | Kenia      | DNF     | 0      |         |
| -       | Caroline Tuigong            | Kenia      | DNF     | 0      |         |

Skok wzwyż
Konkurencja zaliczana do klasyfikacji Diamentowej Ligi.
| Pozycja | Zawodniczka                | Państwo                            | 1,80 | 1,85 | 1,90 | 1,94 | 1,97 | 2,00 | 2,04 | 2,08 | Wynik | Punkty | Uwagi   |
| ------- | -------------------------- | ---------------------------------- | ---- | ---- | ---- | ---- | ---- | ---- | ---- | ---- | ----- | ------ | ------- |
| 1.      | Marija Łasickiene          | Autoryzowani lekkoatleci neutralni | –    | o    | o    | o    | o    | xo   | o    | xxx  | 2,04  | 8      | WL · MR |
| 2.      | Nafissatou Thiam           | Belgia                             | –    | o    | xo   | xxo  | xo   | xxx  |      |      | 1,97  | 7      |         |
| 3.      | Julija Łewczenko           | Ukraina                            | o    | o    | o    | o    | xxo  | xxx  |      |      | 1,97  | 6      | SB      |
| 4.      | Mireła Demirewa            | Bułgaria                           | –    | o    | o    | o    | –    | xxx  |      |      | 1,94  | 5      |         |
| 5.      | Elena Vallortigara         | Włochy                             | xo   | o    | xo   | o    | xxx  |      |      |      | 1,94  | 4      |         |
| 6.      | Kateryna Tabasznyk         | Ukraina                            | o    | o    | o    | xxo  | xxx  |      |      |      | 1,94  | 3      |         |
| 7.      | Marie-Laurence Jungfleisch | Niemcy                             | o    | xo   | xo   | xxo  | xxx  |      |      |      | 1,94  | 2      |         |
| 8.      | Erika Kinsey               | Szwecja                            | o    | o    | o    | xxx  |      |      |      |      | 1,90  | 1      |         |
| 9.      | Levern Spencer             | Saint Lucia                        | o    | o    | xo   | xxx  |      |      |      |      | 1,90  | 0      |         |
| 10.     | Claire Orcel               | Belgia                             | o    | o    | xxx  |      |      |      |      |      | 1,85  | 0      |         |
| 10.     | Alessia Trost              | Włochy                             | o    | o    | xxx  |      |      |      |      |      | 1,85  | 0      |         |

Trójskok
Konkurencja zaliczana do klasyfikacji Diamentowej Ligi.
| Pozycja | Zawodniczka              | Państwo           | #1    | #2    | #3    | #4    | #5    | #6    | Wynik | Punkty | Uwagi |
| ------- | ------------------------ | ----------------- | ----- | ----- | ----- | ----- | ----- | ----- | ----- | ------ | ----- |
| 1.      | Caterine Ibargüen        | Kolumbia          | 14,41 | 14,38 | 14,83 | 14,23 | 14,36 | 14,72 | 14,83 | 8      | =     |
| 2.      | Kimberly Williams        | Jamajka           | 13,35 | 14,56 | 14,40 | 14,38 | 14,56 | 14,43 | 14,56 | 7      |       |
| 3.      | Tori Franklin            | Stany Zjednoczone | 14,31 | 14,49 | x     | 14,23 | x     | 14,03 | 14,49 | 6      |       |
| 4.      | Kristin Gierisch         | Niemcy            | 14,16 | 14,42 | x     | x     | 14,25 | x     | 14,42 | 5      | PB    |
| 5.      | Shanieka Ricketts        | Jamajka           | 14,20 | 14,16 | 14,20 | 14,03 | 14,07 | 14,38 | 14,38 | 4      |       |
| 6.      | Ana Peleteiro            | Hiszpania         | 14,29 | 14,20 | 14,26 | x     | 14,31 | x     | 14,31 | 3      |       |
| 7.      | Rouguy Diallo            | Francja           | 14,27 | x     | x     | x     | 13,83 | 13,82 | 14,27 | 2      | PB    |
| 8.      | Olga Rypakowa            | Kazachstan        | 13,90 | 14,25 | 14,19 | 13,96 | –     | x     | 14,25 | 1      | SB    |
| 9.      | Jeanine Assani Issouf    | Francja           | 13,72 | 14,16 | 13,68 | NQ    | NQ    | NQ    | 14,16 | 0      |       |
| 10.     | Hanna Kniaziewa-Minienko | Izrael            | x     | 14,04 | x     | NQ    | NQ    | NQ    | 14,04 | 0      |       |
| 11.     | Núbia Soares             | Brazylia          | 13,94 | 13,90 | 13,76 | NQ    | NQ    | NQ    | 13,94 | 0      |       |

Rzut dyskiem
Konkurencja zaliczana do klasyfikacji Diamentowej Ligi.
| Pozycja | Zawodniczka        | Państwo           | #1    | #2    | #3    | #4    | #5    | #6    | Wynik | Punkty | Uwagi |
| ------- | ------------------ | ----------------- | ----- | ----- | ----- | ----- | ----- | ----- | ----- | ------ | ----- |
| 1.      | Sandra Perković    | Chorwacja         | 47,51 | 68,60 | x     | 65,63 | x     | 67,85 | 68,60 | 8      | MR    |
| 2.      | Yaimé Pérez        | Kuba              | 61,66 | x     | 66,55 | 61,42 | 65,35 | 64,18 | 66,55 | 7      |       |
| 3.      | Denia Caballero    | Kuba              | 63,13 | x     | x     | x     | x     | x     | 63,13 | 6      |       |
| 4.      | Andressa de Morais | Brazylia          | 58,17 | 59,01 | 61,57 | x     | 62,93 | 60,79 | 62,93 | 5      |       |
| 5.      | Anna Rüh           | Niemcy            | x     | 60,66 | 62,65 | x     | 61,34 | x     | 62,65 | 4      |       |
| 6.      | Claudine Vita      | Niemcy            | 56,95 | 60,94 | x     | x     | 59,66 | 62,31 | 62,31 | 3      |       |
| 7.      | Nadine Müller      | Niemcy            | 58,96 | 58,31 | 58,09 | x     | 60,28 | x     | 60,28 | 2      |       |
| 8.      | Whitney Ashley     | Stany Zjednoczone | x     | 55,90 | x     | 57,33 | x     | x     | 57,33 | 1      |       |

### Mężczyźni
Bieg na 100 m
Konkurencja zaliczana do klasyfikacji Diamentowej Ligi.
| Pozycja | Tor | Zawodnik        | Państwo                  | Czas  | Punkty | Uwagi |
| ------- | --- | --------------- | ------------------------ | ----- | ------ | ----- |
| 1.      | 4   | Ronnie Baker    | Stany Zjednoczone        | 9,88  | 8      | =     |
| 2.      | 3   | Jimmy Vicaut    | Francja                  | 9,91  | 7      | SB    |
| 3.      | 6   | Su Bingtian     | Chiny                    | 9,91  | 6      | = =   |
| 4.      | 1   | Akani Simbine   | Południowa Afryka        | 9,94  | 5      | SB    |
| 5.      | 2   | Yohan Blake     | Jamajka                  | 10,03 | 4      |       |
| 6.      | 5   | Michael Rodgers | Stany Zjednoczone        | 10,10 | 3      |       |
| 7.      | 7   | Arthur Cissé    | Wybrzeże Kości Słoniowej | 10,15 | 2      |       |
| 8.      | 8   | Jeff Demps      | Francja                  | 10,23 | 1      |       |

Bieg na 1500 m
Konkurencja zaliczana do klasyfikacji Diamentowej Ligi.
| Pozycja | Zawodnik               | Państwo       | Czas    | Punkty | Uwagi |
| ------- | ---------------------- | ------------- | ------- | ------ | ----- |
| 1.      | Timothy Cheruiyot      | Kenia         | 3:29,71 | 8      | WL    |
| 2.      | Ayanleh Souleiman      | Dżibuti       | 3:31,77 | 7      | SB    |
| 3.      | Charles Cheboi Simotwo | Kenia         | 3:32,61 | 6      | SB    |
| 4.      | Aman Wote              | Etiopia       | 3:32,81 | 5      | SB    |
| 5.      | Jakub Holuša           | Czechy        | 3:32,85 | 4      | NR    |
| 6.      | Filip Ingebrigtsen     | Norwegia      | 3:32,87 | 3      |       |
| 7.      | Bethwell Birgen        | Kenia         | 3:34,27 | 2      | SB    |
| 8.      | Sadik Mikhou           | Bahrajn       | 3:34,55 | 1      |       |
| 9.      | Ismael Debjani         | Belgia        | 3:35,71 | 0      |       |
| 10.     | Nick Willis            | Nowa Zelandia | 3:36,26 | 0      |       |
| 11.     | Taresa Tolosa          | Etiopia       | 3:36,81 | 0      |       |
| 12.     | Simon Denissel         | Francja       | 3:36,88 | 0      | SB    |
| 13.     | Baptiste Mischler      | Francja       | 3:37,17 | 0      | PB    |
| 14.     | Alexandre Saddedine    | Francja       | 3:37,36 | 0      | PB    |
| 15.     | Samir Dahmani          | Francja       | 3:39,05 | 0      | SB    |
| 16.     | Quentin Tison          | Francja       | 3:40,31 | 0      |       |
| -       | Mounir Akbache         | Francja       | DNF     | 0      |       |
| -       | Vincent Kibet          | Kenia         | DNF     | 0      |       |

Bieg na 110 m przez płotki
Konkurencja zaliczana do klasyfikacji Diamentowej Ligi.
Kwalifikacje:
| Pozycja | Bieg | Tor | Zawodnik                | Państwo                            | Czas  | Uwagi |
| ------- | ---- | --- | ----------------------- | ---------------------------------- | ----- | ----- |
| 1.      | A    | 4   | Siergiej Szubienkow     | Autoryzowani lekkoatleci neutralni | 13,05 | Q     |
| 2.      | B    | 3   | Orlando Ortega          | Hiszpania                          | 13,19 | Q     |
| 3.      | B    | 5   | Ronald Levy             | Jamajka                            | 13,25 | Q     |
| 4.      | A    | 3   | Hansle Parchment        | Jamajka                            | 13,26 | Q     |
| 5.      | B    | 1   | Antonio Alkana          | Południowa Afryka                  | 13,31 | Q,    |
| 6.      | A    | 6   | Aurel Manga             | Francja                            | 13,31 | Q,    |
| 7.      | A    | 7   | Jarret Eaton            | Stany Zjednoczone                  | 13,33 | q,    |
| 8.      | A    | 5   | Devon Allen             | Stany Zjednoczone                  | 13,34 | q,    |
| 9.      | A    | 2   | Aleec Harris            | Stany Zjednoczone                  | 13,42 | SB    |
| 9.      | B    | 4   | Pascal Martinot-Lagarde | Francja                            | 13,42 |       |
| 11.     | B    | 6   | Aries Merritt           | Stany Zjednoczone                  | 13,51 |       |
| 12.     | B    | 8   | Xie Wenjun              | Chiny                              | 13,53 | SB    |
| 13.     | A    | 8   | Milan Trajković         | Cypr                               | 13,56 |       |
| 14.     | B    | 7   | Ludovic Payen           | Francja                            | 13,63 |       |
| -       | B    | 2   | Dimitri Bascou          | Francja                            | DNS   |       |

Finał:
| Pozycja | Tor | Zawodnik            | Państwo                            | Czas  | Punkty | Uwagi |
| ------- | --- | ------------------- | ---------------------------------- | ----- | ------ | ----- |
| 1.      | 3   | Ronald Levy         | Jamajka                            | 13,18 | 8      |       |
| 2.      | 6   | Hansle Parchment    | Jamajka                            | 13,22 | 7      | =     |
| 3.      | 1   | Devon Allen         | Stany Zjednoczone                  | 13,23 | 6      | SB    |
| 4.      | 7   | Antonio Alkana      | Południowa Afryka                  | 13,32 | 5      |       |
| 5.      | 2   | Jarret Eaton        | Stany Zjednoczone                  | 13,40 | 4      |       |
| 6.      | 5   | Orlando Ortega      | Hiszpania                          | 13,44 | 3      |       |
| 7.      | 8   | Aurel Manga         | Francja                            | 13,48 | 2      |       |
| -       | 4   | Siergiej Szubienkow | Autoryzowani lekkoatleci neutralni | DSQ   | 0      | 162.8 |

Bieg na 400 m przez płotki
Konkurencja zaliczana do klasyfikacji Diamentowej Ligi.
| Pozycja | Tor | Zawodnik           | Państwo                    | Czas  | Punkty | Uwagi         |
| ------- | --- | ------------------ | -------------------------- | ----- | ------ | ------------- |
| 1.      | 5   | Abderrahaman Samba | Katar                      | 46,98 | 8      | AS · WL · DLR |
| 2.      | 6   | Kyron McMaster     | Brytyjskie Wyspy Dziewicze | 47,54 | 7      | NR            |
| 3.      | 7   | Karsten Warholm    | Norwegia                   | 48,06 | 6      |               |
| 4.      | 4   | TJ Holmes          | Stany Zjednoczone          | 48,30 | 5      | PB            |
| 5.      | 8   | Kerron Clement     | Stany Zjednoczone          | 48,83 | 4      | SB            |
| 6.      | 2   | Bershawn Jackson   | Stany Zjednoczone          | 49,16 | 3      |               |
| 7.      | 3   | Victor Coroller    | Francja                    | 50,03 | 2      |               |
| 8.      | 1   | Juander Santos     | Dominikana                 | 50,71 | 1      |               |

Skok o tyczce
Konkurencja zaliczana do klasyfikacji Diamentowej Ligi.
| Pozycja | Zawodnik               | Państwo           | 5,45 | 5,60 | 5,70 | 5,77 | 5,84 | 5,90 | 5,96 | 6,01 | 6,05 | Wynik | Punkty | Uwagi |
| ------- | ---------------------- | ----------------- | ---- | ---- | ---- | ---- | ---- | ---- | ---- | ---- | ---- | ----- | ------ | ----- |
| 1.      | Sam Kendricks          | Stany Zjednoczone | o    | o    | o    | o    | o    | o    | xo   | –    | xxx  | 5,96  | 8      | WL    |
| 2.      | Armand Duplantis       | Szwecja           | –    | o    | –    | xo   | xo   | xxo  | xx–  | x    |      | 5,90  | 7      |       |
| 3.      | Renaud Lavillenie      | Francja           | o    | o    | o    | o    | o    | xxx  |      |      |      | 5,84  | 6      |       |
| 4.      | Piotr Lisek            | Polska            | o    | o    | xo   | o    | o    | xxx  |      |      |      | 5,84  | 5      |       |
| 5.      | Shawnacy Barber        | Kanada            | o    | xo   | xo   | o    | xo   | xxx  |      |      |      | 5,84  | 4      |       |
| 6.      | Kurtis Marschall       | Australia         | o    | xo   | o    | xxx  |      |      |      |      |      | 5,70  | 3      |       |
| 7.      | Paweł Wojciechowski    | Polska            | o    | xxo  | o    | xx–  | x    |      |      |      |      | 5,70  | 2      |       |
| 8.      | Axel Chapelle          | Francja           | o    | o    | xxx  |      |      |      |      |      |      | 5,60  | 1      |       |
| 9.      | Seito Yamamoto         | Japonia           | xo   | o    | xxx  |      |      |      |      |      |      | 5,60  | 0      |       |
| 10.     | Konstandinos Filipidis | Grecja            | xo   | xxx  |      |      |      |      |      |      |      | 5,45  | 0      |       |
| 11.     | Thiago Braz            | Brazylia          | xxo  | xxx  |      |      |      |      |      |      |      | 5,45  | 0      |       |
| -       | Raphael Holzdeppe      | Niemcy            | xxx  |      |      |      |      |      |      |      |      | NM    | 0      |       |

Rzut dyskiem
Konkurencja zaliczana do klasyfikacji Diamentowej Ligi.
| Pozycja | Zawodnik            | Państwo           | #1    | #2    | #3    | #4    | #5    | #6    | Wynik | Punkty | Uwagi |
| ------- | ------------------- | ----------------- | ----- | ----- | ----- | ----- | ----- | ----- | ----- | ------ | ----- |
| 1.      | Fedrick Dacres      | Jamajka           | 65,77 | x     | x     | 67,01 | x     | x     | 67,01 | 8      |       |
| 2.      | Christoph Harting   | Niemcy            | x     | x     | 63,10 | 64,80 | x     | x     | 64,80 | 7      |       |
| 3.      | Robert Urbanek      | Polska            | 62,44 | 64,68 | 64,11 | x     | 62,89 | x     | 64,68 | 6      |       |
| 4.      | Piotr Małachowski   | Polska            | 64,43 | x     | 64,47 | x     | x     | x     | 64,47 | 5      |       |
| 5.      | Lukas Weißhaidinger | Jamajka           | x     | 64,44 | x     | x     | 62,29 | x     | 64,44 | 4      |       |
| 6.      | Ehsan Hadadi        | Iran              | 61,92 | 62,86 | 62,65 | 64,36 | x     | 64,08 | 64,36 | 3      |       |
| 7.      | Philip Milanov      | Belgia            | 64,00 | 62,58 | x     | x     | 62,64 | 62,73 | 64,00 | 2      |       |
| 8.      | Daniel Jasinski     | Niemcy            | 62,40 | x     | x     | x     | x     | x     | 62,40 | 1      |       |
| 9.      | Mason Finley        | Stany Zjednoczone | 60,67 | x     | 61,91 | NQ    | NQ    | NQ    | 61,91 | 0      |       |
| 10.     | Andrius Gudžius     | Litwa             | x     | 59,85 | 61,31 | NQ    | NQ    | NQ    | 61,31 | 0      |       |
| 11.     | Lolassonn Djouhan   | Francja           | 60,88 | 60,13 | 60,49 | NQ    | NQ    | NQ    | 60,88 | 0      |       |
| 12.     | Daniel Ståhl        | Szwecja           | x     | 60,46 | x     | NQ    | NQ    | NQ    | 60,46 | 0      |       |

Bieg na 100 m (Bieg B)
Konkurencja nie zaliczana do klasyfikacji Diamentowej Ligi.
| Pozycja | Tor | Zawodnik                       | Państwo           | Czas  | Uwagi |
| ------- | --- | ------------------------------ | ----------------- | ----- | ----- |
| 1.      | 2   | Abdullah Abkar Mohammed        | Arabia Saudyjska  | 10,03 | NR    |
| 2.      | 5   | Hassan Taftian                 | Iran              | 10,03 | NR    |
| 3.      | 7   | Henricho Bruintjies            | Południowa Afryka | 10,15 |       |
| 4.      | 6   | Mouhamadou Fall                | Francja           | 10,17 |       |
| 5.      | 1   | Churandy Martina               | Holandia          | 10,20 | SB    |
| 6.      | 8   | Thando Roto                    | Południowa Afryka | 10,23 |       |
| 7.      | 4   | Paulo André Camilo de Oliveira | Brazylia          | 10,30 |       |
| 8.      | 3   | Christophe Lemaitre            | Francja           | 10,97 |       |

Bieg na 200 m
Konkurencja nie zaliczana do klasyfikacji Diamentowej Ligi.
| Pozycja | Tor | Zawodnik             | Państwo           | Czas  | Uwagi |
| ------- | --- | -------------------- | ----------------- | ----- | ----- |
| 1.      | 6   | Michael Norman       | Stany Zjednoczone | 19,84 | PB    |
| 2.      | 8   | Rai Benjamin         | Antigua i Barbuda | 19,99 | PB    |
| 3.      | 2   | Álex Quiñónez        | Ekwador           | 20,08 |       |
| 4.      | 4   | Luxolo Adams         | Południowa Afryka | 20,21 |       |
| 5.      | 7   | Bruno Hortelano Roig | Hiszpania         | 20,30 | SB    |
| 6.      | 3   | Churandy Martina     | Holandia          | 20,68 |       |
| -       | 5   | Alonso Edward        | Panama            | DSQ   | 162.8 |

Bieg na 800 m
Konkurencja nie zaliczana do klasyfikacji Diamentowej Ligi.
| Pozycja | Zawodnik                  | Państwo           | Czas    | Uwagi |
| ------- | ------------------------- | ----------------- | ------- | ----- |
| 1.      | Ferguson Cheruiyot Rotich | Kenia             | 1:43,73 | SB    |
| 2.      | Jonathan Kitilit          | Kenia             | 1:43,83 |       |
| 3.      | Saúl Ordóñez              | Hiszpania         | 1:44,36 | PB    |
| 4.      | Isaiah Harris             | Stany Zjednoczone | 1:44,42 | PB    |
| 5.      | Alfred Kipketer           | Kenia             | 1:44,62 |       |
| 6.      | Joseph Deng               | Australia         | 1:44,67 |       |
| 7.      | Pierre-Ambroise Bosse     | Francja           | 1:45,19 | SB    |
| 8.      | Erik Sowinski             | Stany Zjednoczone | 1:45,34 |       |
| 9.      | Thiago do Rosário André   | Brazylia          | 1:45,59 |       |
| 10.     | Peter Bol                 | Australia         | 1:45,82 |       |
| 11.     | Marc Reuther              | Niemcy            | 1:46,06 |       |
| -       | Jackson Mumbwa Kivuva     | Kenia             | DNF     |       |